# Heves Béla
Heves Béla, született: Herzfeld Bernát (Balassagyarmat, 1880. december 27. – Budapest, Józsefváros, 1945. március 17.) színész, színházigazgató.

## Életútja
Herzfeld Lázár és Schlesinger Fanni fiaként született balassagyarmati zsidó családban. 1902-ben végezte el a Vígszínház színésziskoláját, azután Kőrössy Bertalan kispesti színházánál lett színész. Később Németh József miskolci és Andorffy Péter pozsonyi színtársulatánál működött apa- és jellemszerepekben. 1903-ban az Első erdélyi színikerület (Marosvásárhely, Nagyszeben, Déva, Dés, Torda) igazgatója volt. Itt hét évig működött, utána 1908 februárjában a szatmári színházat nyerte el nyolc pályázóval szemben, ahol öt évig szolgálta nemes becsvággyal a kultúrát. Az első világháború kezdetétől közel tíz évig hivatalnokként dolgozott, majd 1923. november 16-án megnyitotta az újpesti Blaha Lujza Színházat Jean Guilbert Marinka, a táncosnő című operettjével. 1927. február 1-jén nyugalomba ment. 1929-ben megválasztották a Magyar Nyugdíjas Színészek Egyesülete elnökévé.

### Magánélete
Első házastársa Balla Mariska színésznő volt, akivel 1909 májusában lépett házasságra. Leányuk Heves Anikó (1911–?) színésznő, aki 1929-ben végezte el Rákosi Szidi színésziskoláját. Később Spitzer Szerénát vette feleségül.

## Filmszerepe
- Ágyú és harang (1915)